# Pegasing (plaats)
Pegasing is een bestuurslaag in het regentschap Aceh Tengah van de provincie Atjeh, Indonesië. Pegasing telt 289 inwoners (volkstelling 2010).